# Campionati mondiali di slittino 1989
I Campionati mondiali di slittino 1989, ventiseiesima edizione della manifestazione organizzata dalla Federazione Internazionale Slittino, si tennero dal 10 al 12 febbraio 1989 a Winterberg, in Germania Ovest, sulla pista omonima e furono disputate gare in quattro differenti specialità: oltre alle classiche gare nel singolo uomini, nel singolo donne e nel doppio fece il suo debutto anche la prova a squadre.
Vincitrice del medagliere fu la squadra tedesca orientale, capace di ottenere due titoli e sei medaglie sulle dodici assegnate in totale: quelle d'oro furono conquistate da Stefan Krauße e Jan Behrendt nel doppio e da Susi Erdmann nel singolo femminile; nella prova individuale maschile la vittoria andò al rappresentante della nazionale della Germania Ovest Georg Hackl, mentre nella prova a squadre trionfò la compagine italiana composta da Norbert Huber, Gerhard Plankensteiner, Gerda Weissensteiner, Veronika Oberhuber ed Hansjörg Raffl.

## Risultati

### Singolo uomini
La gara fu disputata su due manches nell'arco di una sola giornata e presero parte alla competizione 49 atleti in rappresentanza di 22 differenti nazioni; campione uscente era l'austriaco Markus Prock, che concluse la prova al settimo posto, ed il titolo fu conquistato dal tedesco occidentale Georg Hackl, già medaglia d'argento ai Giochi di Calgary 1988 in questa specialità ed ai mondiali di Igls 1987 nel doppio, davanti al rappresentante della Germania Est Jens Müller, vincitore dell'oro olimpico proprio a Calgary 1988 ed altre due volte sul podio iridato, ed all'altro tedesco dell'Ovest Johannes Schettel.
| Pos. | Atleti                 | Nazione          |
| ---- | ---------------------- | ---------------- |
|      | Georg Hackl            | Germania Ovest   |
|      | Jens Müller            | Germania Est     |
|      | Johannes Schettel      | Germania Ovest   |
| 4    | Norbert Huber          | Italia           |
| 5    | René Friedl            | Germania Est     |
| 6    | Gerhard Plankensteiner | Italia           |
| 7    | Markus Prock           | Austria          |
| 8    | Sergej Danilin         | Unione Sovietica |
| 9    | Thomas Jacob           | Germania Est     |
| 10   | Jurij Charčenko        | Unione Sovietica |

### Singolo donne
La gara fu disputata su due manches nell'arco di una sola giornata e presero parte alla competizione 33 atlete in rappresentanza di 14 differenti nazioni; campionessa uscente era la tedesca orientale Cerstin Schmidt, nel frattempo ritiratasi dalle competizioni, ed il titolo fu conquistato dalla connazionale Susi Erdmann davanti all'italiana Gerda Weissensteiner ed alla connazionale Ute Oberhoffner, quest'ultima già sul podio nelle ultime due edizioni delle Olimpiadi ed in due occasioni anche ai mondiali.
| Pos. | Atleti               | Nazione          | Tempo    | Distacco |
| ---- | -------------------- | ---------------- | -------- | -------- |
|      | Susi Erdmann         | Germania Est     | 1'22"371 |          |
|      | Gerda Weissensteiner | Italia           | 1'22"377 | +0"006   |
|      | Ute Oberhoffner      | Germania Est     | 1'22"562 | +0"191   |
| 4    | Gabriele Kohlisch    | Germania Est     | 1'22"574 | +0"203   |
| 5    | Irina Kusakina       | Unione Sovietica | 1'22"801 | +0"430   |
| 6    | Julija Antipova      | Unione Sovietica | 1'22"836 | +0"465   |
| 7    | Sylke Otto           | Germania Est     | 1'22"888 | +0"517   |
| 8    | Veronika Oberhuber   | Italia           | N.D.     | N.D.     |
| 9    | Kerstin Langkopf     | Germania Ovest   | N.D.     | N.D.     |
| 10   | Cameron Myler        | Stati Uniti      | N.D.     | N.D.     |

### Doppio
La gara fu disputata su due manches nell'arco di una sola giornata e presero parte alla competizione 26 atleti in rappresentanza di 9 differenti nazioni; campioni uscenti erano i tedeschi orientali Jörg Hoffmann e Jochen Pietzsch, che conclusero la prova al terzo posto, ed il titolo fu conquistato dai connazionali Stefan Krauße e Jan Behrendt, già medaglia d'argento ai Giochi di Calgary 1988 proprio dietro agli stessi Hoffmann e Pietzsch, mentre secondi giunsero gli italiani Hansjörg Raffl e Norbert Huber, che bissarono l'argento ottenuto a Lake Placid 1983.
| Pos. | Atleti                              | Nazione          |
| ---- | ----------------------------------- | ---------------- |
|      | Stefan Krauße Jan Behrendt          | Germania Est     |
|      | Hansjörg Raffl Norbert Huber        | Italia           |
|      | Jörg Hoffmann Jochen Pietzsch       | Germania Est     |
| 4    | Evgenij Belousov Aleksandr Beljakov | Unione Sovietica |
| 5    | Thomas Schwab Wolfgang Staudinger   | Germania Ovest   |
| 6    | Igor' Utkin Andrej Trusov           | Unione Sovietica |
| 7    | Norbert Rosenberger Rudolf Größwang | Germania Ovest   |
| 8    | Manfred Heinzelmaier Herbert Studer | Austria          |
| 9    | Joseph Barile Stephen Maher         | Stati Uniti      |
| 10   | Hans Kohala Stefan Andersson        | Svezia           |

### Gara a squadre
La competizione fu disputata assegnando un punteggio a tutti gli atleti che avevano gareggiato nelle tre precedenti discipline e per ogni squadra nazionale vennero presi in considerazione i risultati dei primi due singolaristi uomini, delle prime due singolariste donne e del primo doppio; la somma totale dei punti così ottenuti laureò campione la nazionale italiana composta da Norbert Huber, Gerhard Plankensteiner, Gerda Weissensteiner, Veronika Oberhuber ed Hansjörg Raffl, davanti alla squadra tedesca orientale di Jens Müller, René Friedl, Susi Erdmann, Ute Oberhoffner, Stefan Krauße e Jan Behrendt, tutti già sul podio in questa edizione dei mondiali anche nelle proprie rispettive specialità, ed al team sovietico formato da Sergej Danilin, Jurij Charčenko, Irina Kusakina, Julija Antipova, Evgenij Belousov ed Aleksandr Beljakov.
| Pos. | Squadra          | Atleti | Punteggio |
| ---- | ---------------- | --- | --------- |
|      | Italia           | Norbert Huber, Gerhard Plankensteiner Gerda Weissensteiner, Veronika Oberhuber Hansjörg Raffl / Norbert Huber | 134       |
|      | Germania Est     | Jens Müller, René Friedl Susi Erdmann, Ute Oberhoffner Stefan Krauße / Jan Behrendt                           | 133       |
|      | Unione Sovietica | Sergej Danilin, Jurij Charčenko Irina Kusakina, Julija Antipova Evgenij Belousov / Aleksandr Beljakov         | 125       |
| 4    | Germania Ovest   | Georg Hackl, Johannes Schettel Kerstin Langkopf, Margit Paar Thomas Schwab / Wolfgang Staudinger              | N.D.      |
| 5    | Austria          | Markus Prock, Otto Mayregger Andrea Tagwerker, Doris Neuner Manfred Heinzelmaier / Herbert Studer             | N.D.      |
| 6    | Stati Uniti      | Duncan Kennedy, Tim Wiley Cameron Myler, Cynthea Wight Joseph Barile / Stephen Maher                          | N.D.      |
| 7    | Cecoslovacchia   | Jiří Kraus, Jan Bakala Mária Jasenčáková, Petra Matechová Jan Bakala / Jiří Kraus                             | N.D.      |
| 8    | Canada           | Brian Onushko, Harry Salmon Katherine Salmon, Kim Ingram Robert Gasper / André Benoit                         | N.D.      |
| 9    | Bulgaria         | non conosciuti                                                                                                | N.D.      |
| 10   | Giappone         | non conosciuti                                                                                                | N.D.      |

## Medagliere
| Pos.   | Nazione          | Oro | Argento | Bronzo | Totale |
| ------ | ---------------- | --- | ------- | ------ | ------ |
| 1      | Germania Est     | 2   | 2       | 2      | 6      |
| 2      | Italia           | 1   | 2       | 0      | 3      |
| 3      | Germania Ovest   | 1   | 0       | 1      | 2      |
| 4      | Unione Sovietica | 0   | 0       | 1      | 1      |
| Totale | Totale           | 4   | 4       | 4      | 12     |